# Away from Her - Lontano da lei
Away from Her - Lontano da lei (Away from Her) è un film del 2006 diretto da Sarah Polley.
È tratto dal racconto The Bear Came Over the Mountain del libro Nemico, amico, amante... di Alice Munro.

## Trama
I protagonisti sono due coniugi che vivono nello stato canadese dell'Ontario. Dopo 44 anni di matrimonio, Grant e Fiona sono ancora molto legati l'un l'altra e la loro vita quotidiana è piena di tenerezza e umorismo. La loro felicità sembra oscillare solo in conseguenza degli occasionali riferimenti al passato, che sembrano far pensare che forse il loro matrimonio non è stato solo rose e fiori. Grant era stato effettivamente infedele, sia pure per un breve periodo. La tendenza di Fiona a riferirsi sempre più spesso al passato, oltre alla sua perdita di memoria che si nota sempre più ogni giorno che passa, creano una tensione che viene però generalmente cancellata facilmente dall'uno o dall'altra. Quando i vuoti di memoria diventano più evidenti e drammatici, nessuno dei due può ignorare che Fiona sia stata colpita dal morbo d'Alzheimer. A quel punto Grant, temendo che la vita di Fiona sia in serio pericolo, intraprende un vero e proprio viaggio d'abnegazione per permettere alla moglie di essere felice per l'ultima volta.

## Riconoscimenti
- 2008 - Premio Oscar
  - Nomination Miglior attrice protagonista a Julie Christie
  - Nomination Miglior sceneggiatura non originale a Sarah Polley
- 2008 - Golden Globe
  - Miglior attrice in un film drammatico a Julie Christie
- 2008 - Premio BAFTA
  - Nomination Miglior attrice protagonista a Julie Christie
- 2008 - Screen Actors Guild Awards
  - Miglior attrice protagonista a Julie Christie
- 2007 - National Board of Review Awards
  - Miglior attrice a Julie Christie